# Foramina parietalia mit kleidokranialer Dysostose
Die Foramina parietalia mit kleidokranialer Dysostose ist eine sehr seltene angeborene Erkrankung mit einer Kombination von vergrößerten Foramina parietalia und einer kleidokranialen Dysplasie.
Synonyme sind:  englisch Parietal Foramina with Cleidocranial Dysplasia; PFMCCD; Cleidocranial Dysplasia with Parietal Foramina

## Verbreitung
Die Häufigkeit wird mit unter 1 zu 1.000.000 angegeben, die Vererbung erfolgt autosomal-dominant.

## Ursache
Der Erkrankung liegen Mutationen im MSX2-Gen im Chromosom 5 Genort q35.2 zugrunde.

## Klinische Erscheinungen
Klinische Kriterien sind:
- Foramina parietalia permagna
- Hypo- oder Aplasie des Schultergürtels, insbesondere des Schlüsselbeines

## Geschichte
Aus dem Jahre 1960 stammt eine Beschreibung des Syndromes durch den US-amerikanischen Kinderarzt und Humangenetiker Mahin Golabi und Mitarbeitern, ferner aus dem Jahre 1963 durch den Briten H. B. Eckstein und Mitarbeiter.